# Joseph Daquin
Joseph Daquin, né le 14 janvier 1732 à Chambéry et mort le 11 juillet 1815, est un médecin savoyard pionnier dans le domaine de la psychiatrie. Il est le créateur de la médecine aliéniste.

## Biographie
Joseph Daquin est né en 1732 à Chambéry, au sein du duché de Savoie, partie intégrante du royaume de Sardaigne. Il suit des études de médecine à l'université de Turin. Il y est diplômé en 1757. Il étudie également à Montpellier et Paris. Il est membre de la Grande Maîtresse Loge Saint-Jean-des-Trois-Mortiers et ensuite de la Loge Rectifiée la Sincérité, toutes deux à l'Orient de Chambéry. Il porte un intérêt tout particulier aux bienfaits du thermalisme ainsi qu'à l'hygiène médicale. En 1788 il est nommé médecin-chef de l'Hôtel-Dieu de Chambéry et de l'hospice des incurables du couvent de Sainte-Marie-Égyptienne. Au sein de cet établissement un quartier est tout spécialement réservé aux « fous ». En 1791, après trois années d'expériences passées en ces lieux, il publie un ouvrage intitulé La Philosophie de la folie dont il ne tire qu'une notoriété posthume. Ce livre fait de J. Daquin le créateur de la médecine ["créateur de la médecine" Quelles sources ? Quid de William Battie ou je ne sais encore qui d'autre ?][réf. souhaitée]aliéniste, avant Philippe Pinel. Cette notoriété tardive est due, dans une certaine mesure, au fait que P. Pinel n'a jamais cité le travail de Joseph Dacquin dans son célèbre traité médico-philosophique paru fin 1800.

## Œuvres littéraires
- À ses Concitoyens (de vaccine...), 13 pages
- Analyse des eaux thermales d'Aix en Savoye, 1772, éditeur F. Gorrin
- Analyse des prétendues eaux ferrugineuses de la Boisse, situées près de Chambéry, 1777, J. Lullin, 35 pages
- Topographie medicale de la ville de Chambery et de ses environs, 1787, éditeur F. Gorrin, 151 pages
- Défense de la topographie médicale de Chambery, 1788, éditeur F. Gorrin, 58 pages
- La Philosophie de la folie, 1791, première édition
- La Philosophie de la folie, 1804, seconde édition dédié à Pinel
- Des eaux thermales d'Aix dans le département du Mont-Blanc: de leurs vertus médicales.., 1808, éditeur P. Cléaz, 369 pages

Joseph Daquin contribue également à l'écriture de certains ouvrages rédigés par un collectif d'auteurs, tels que :
- Essai météorologique sur la véritable influence des astres, des saisons et changemens de tems, 1784, F. Gorrin, 317 pages[4].

Joseph Daquin a traduit en français l'ouvrage de Luigi Sacco (trad. Joseph Daquin), Traité de vaccination avec des observations sur le javart et la variole des bêtes à cornes, Chambéry, chez P. Cléaz, 1811, LIII-498 p. (lire en ligne).

## Hommages

### Distinctions
- Membre de l'Académie des Sciences, Belles-Lettres et Arts de Lyon[1].
- Membre de la Société d'Agriculture de Turin[1].
- Secrétaire perpétuel de la Société d'Agriculture de Chambéry[5]
- Correspondant de la Société Royale de Médecine de Paris[1].
- La Société royale de médecine de Paris a décerné un prix d'un jeton d'or à J. Daquin pour son ouvrage intitulé Topographie médicale de la ville de Chambéry et de ses environs édité en 1787[1].

### Hommages
- Il existe actuellement le Centre médico-psychologique adultes Joseph Daquin (Vétraz-Monthoux.

## Pour approfondir